# 브뤼노 포달리데
브뤼노 포달리데(프랑스어: Bruno Podalydès, 1961년 3월 11일 ~)는 프랑스의 각본가이자 영화 감독, 프로듀서, 배우이다. 그의 남동생 드니 포달리데도 배우이다.

## 참여 작품
- 베카신!
- 렛 더 선샤인 인
- 사랑해, 파리
- 노란 방의 비밀